# Чакана
Чака́на — ступенчатый крест, с древнейших времен широко распространённый в Южной Америке. Термин применим также к фрагментам, то есть к одной или двум четвертям такого креста.

## Описание
Чаканы с тремя ступенями в каждой своей четверти называют инкскими, с другим количеством ступеней — андскими. Европейцы, для облегчения христианизации инков, ещё во времена Франсиско Писарро назвали чакану крестом. Поэтому сейчас применительно к ней в ходу также использование терминов «инкский крест» или «андский крест». Наибольшее количество образцов чаканы из дошедших до нас имеет три ступени, но встречаются и другие варианты.

## Инкская чакана (инкский крест)

### Символические значения инкской чаканы

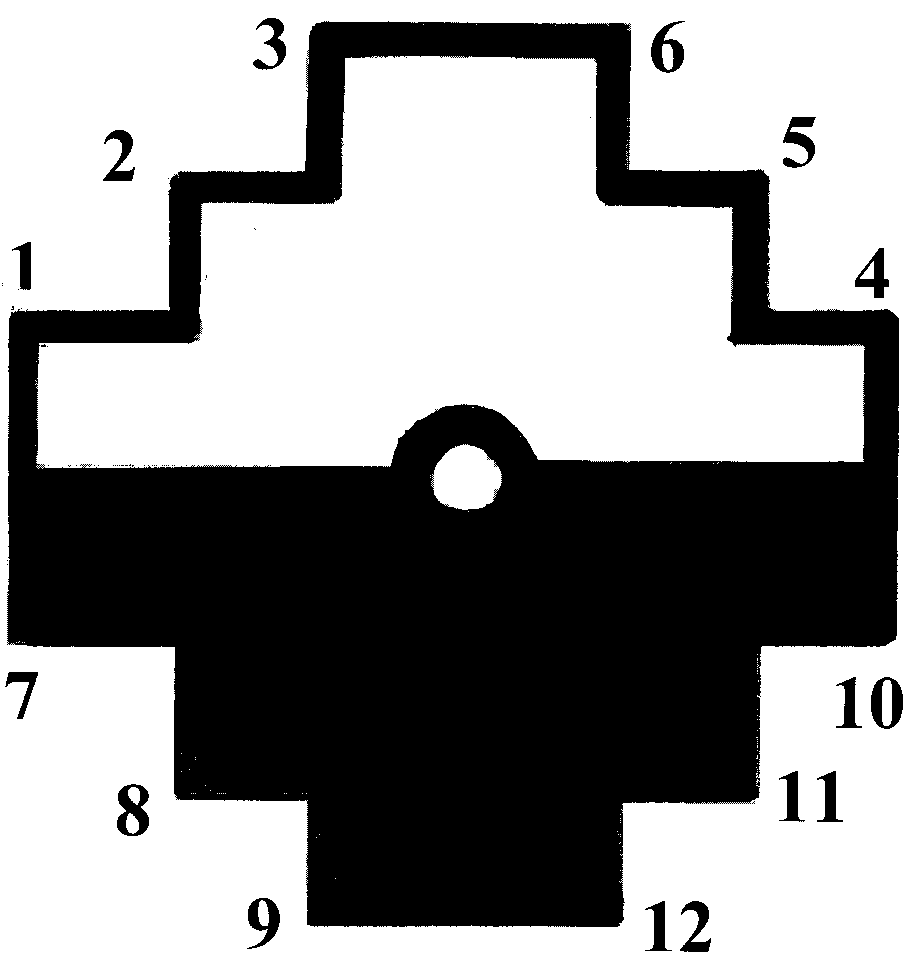
К пояснению символических значений инкской чаканы

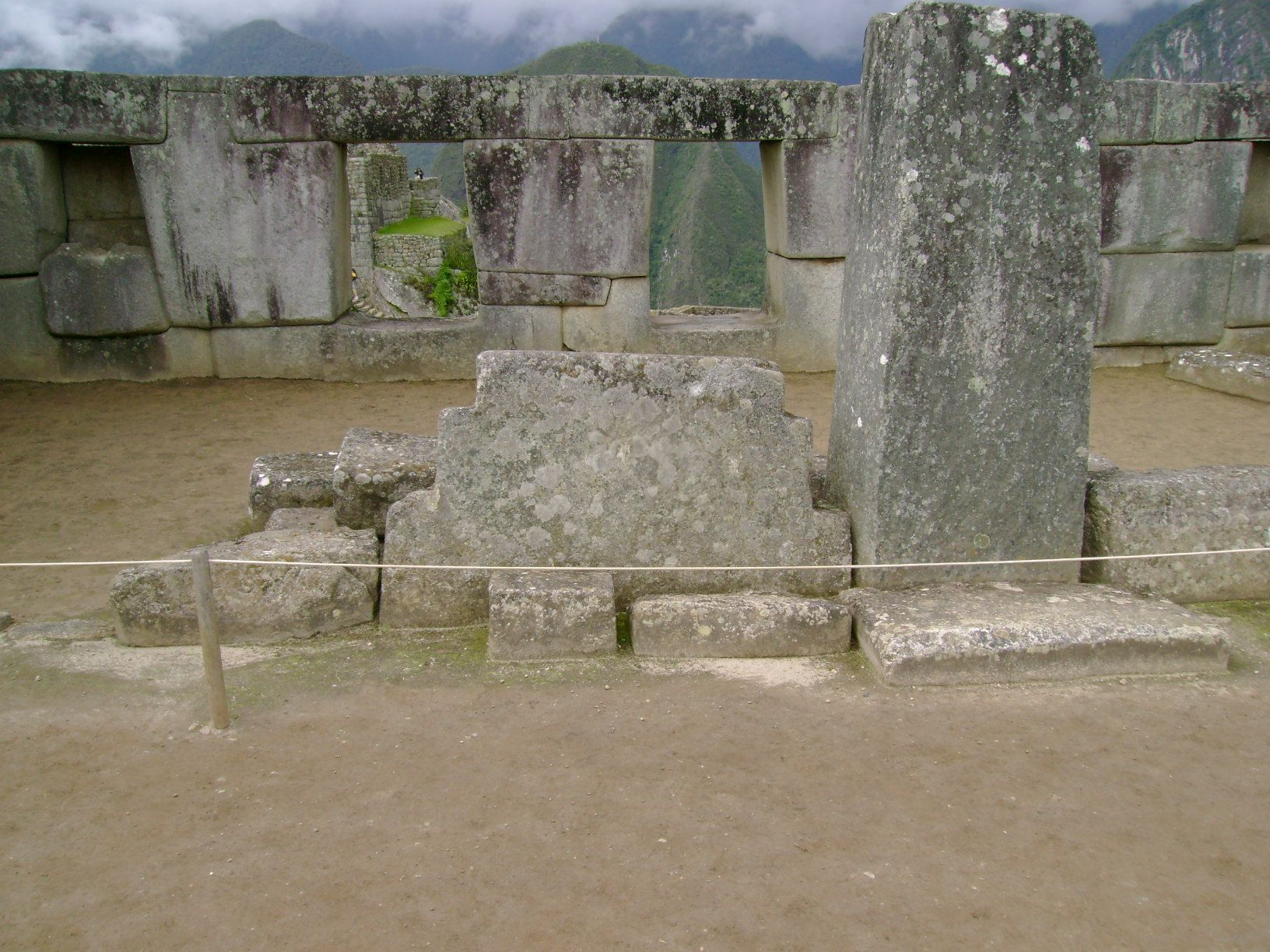
Инкская чакана, Храма Трех Окон. Мачу-Пикчу, Перу

Верхняя, светлая половина инкской чаканы является символом Матери-Земли (Пачамамы).
В случае монументального исполнения, при установке, её ориентировали так, чтобы 21 июня (в день летнего солнцестояния) на восходе солнца тень ложилась точно в подножие, образуя с символом Матери-Земли полную фигуру чаканы. Такие, своего рода «действующие» чаканы, до сих пор можно видеть, в Храме Трёх Окон (Мачу Пикчу, Перу) или в Храме Солнца в Писаке (Перу). Их фотографии приведены правее этого текста.
Светлый и тёмный оттенки верхней и нижней половин инкской чаканы символизируют дуализм — двойственность мира (янанти), а круг обозначает пуп или центр мира, жизни и вообще Вселенной (коско). Здесь и далее курсивом дается звучание термина на языке кечуа — существующим поныне официальном языке Империи Инков.

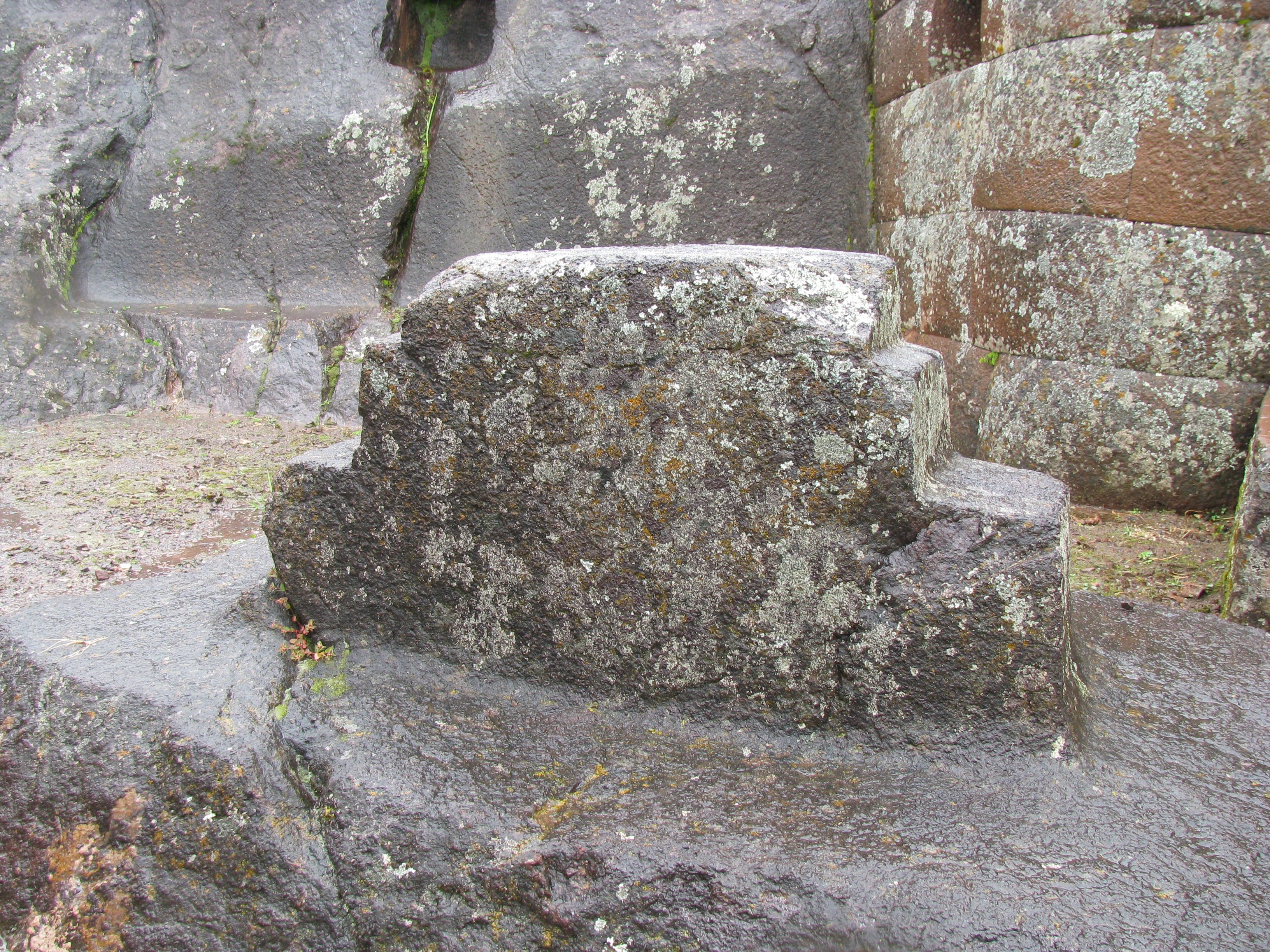
Инкская чакана Храма Солнца. Писак, Перу

Инкская чакана, является символом гармонии мира. Четырьмя группами своих ступеней она как бы объединяет четыре группы понятий. А именно:
- Первая четверть символизирует энергетические уровни или миры:
  1.  — нижний или подземный — уху пача или урин пача (эмбрион, мумия)
  2.  — средний или наземный — кай пача (наш мир)
  3.  — верхний или небесный — ханан пача или ханак пача (мир богов)
    - Вторая четверть обозначает священных животных, соответствующих этим мирам:

  4.  — змею — амару (мир подземный)
  5.  — пуму — пума или тити (мир наземный)
  6.  — кондора — кунтур (мир небесный)
    - Третья четверть символизирует жизненные принципы:

  7.  — не воруй — ама суа
  8.  — не лги — ама льульа
  9.  — не ленись — ама кельа
    - Четвёртая — человеческое предназначение:

  10.  — Благодетель, любовь — мунай
  11.  — Знание — ячай
  12.  — Труд, работа — льанкай

Четыре конца инкской чаканы символизируют четыре региона (суйо) составлявших Империю Инков (Тауантинсуйо): Чинчайсуйо, Кольасуйо, Антисуйо и Контисуйо. 

Концы инкской чаканы также означают и созвездие Южного креста, которому инки поклонялись. 

Кроме того, четыре конца любой чаканы (3-, 4-, 5- и 7-ступенчатой) символизируют четыре стихии (вода, земля, воздух и огонь), а также ещё и четыре стороны света.

### Бытовое распространение инкской чаканы

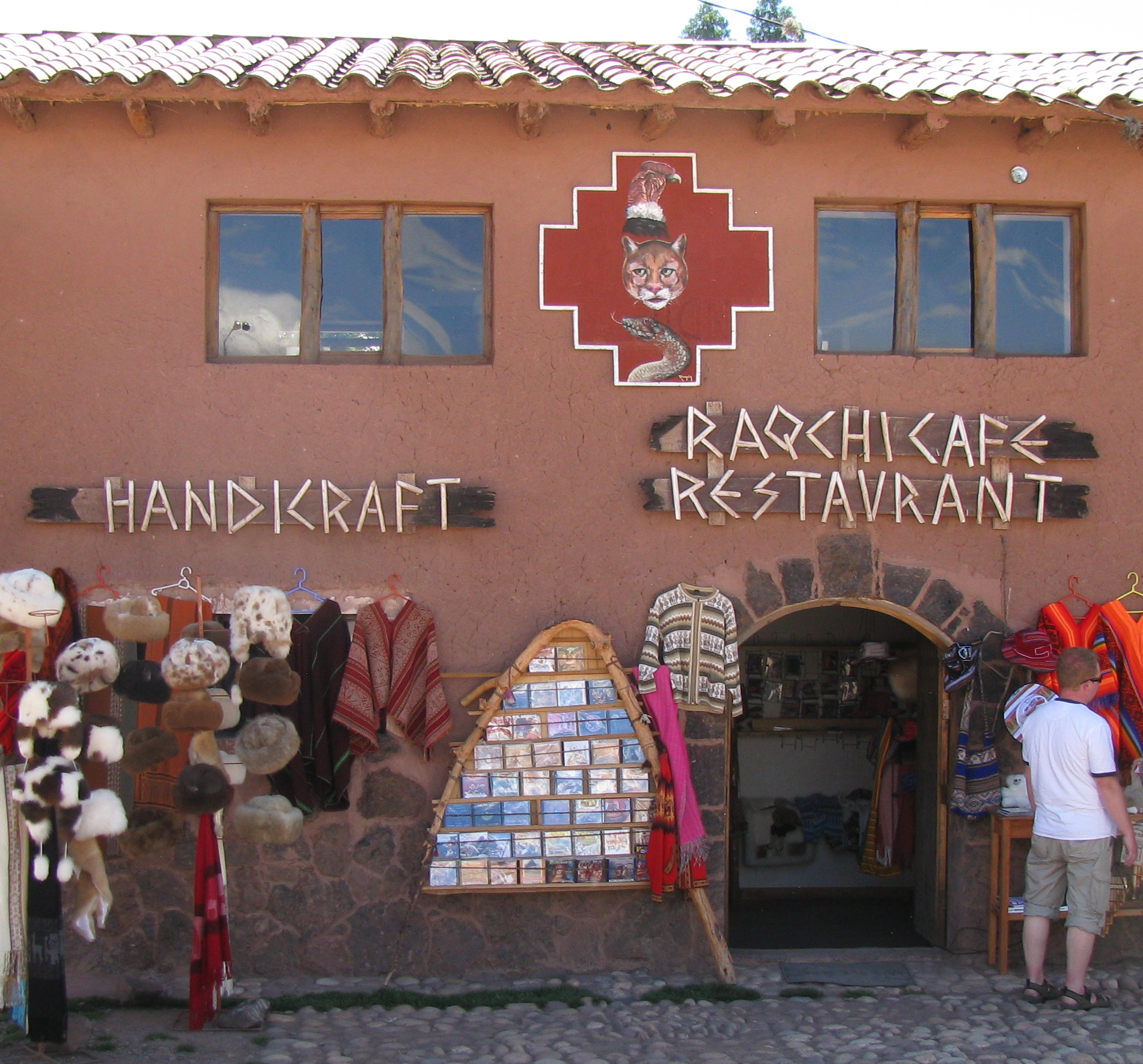
Инкская чакана на рекламе. Ракчи, Перу

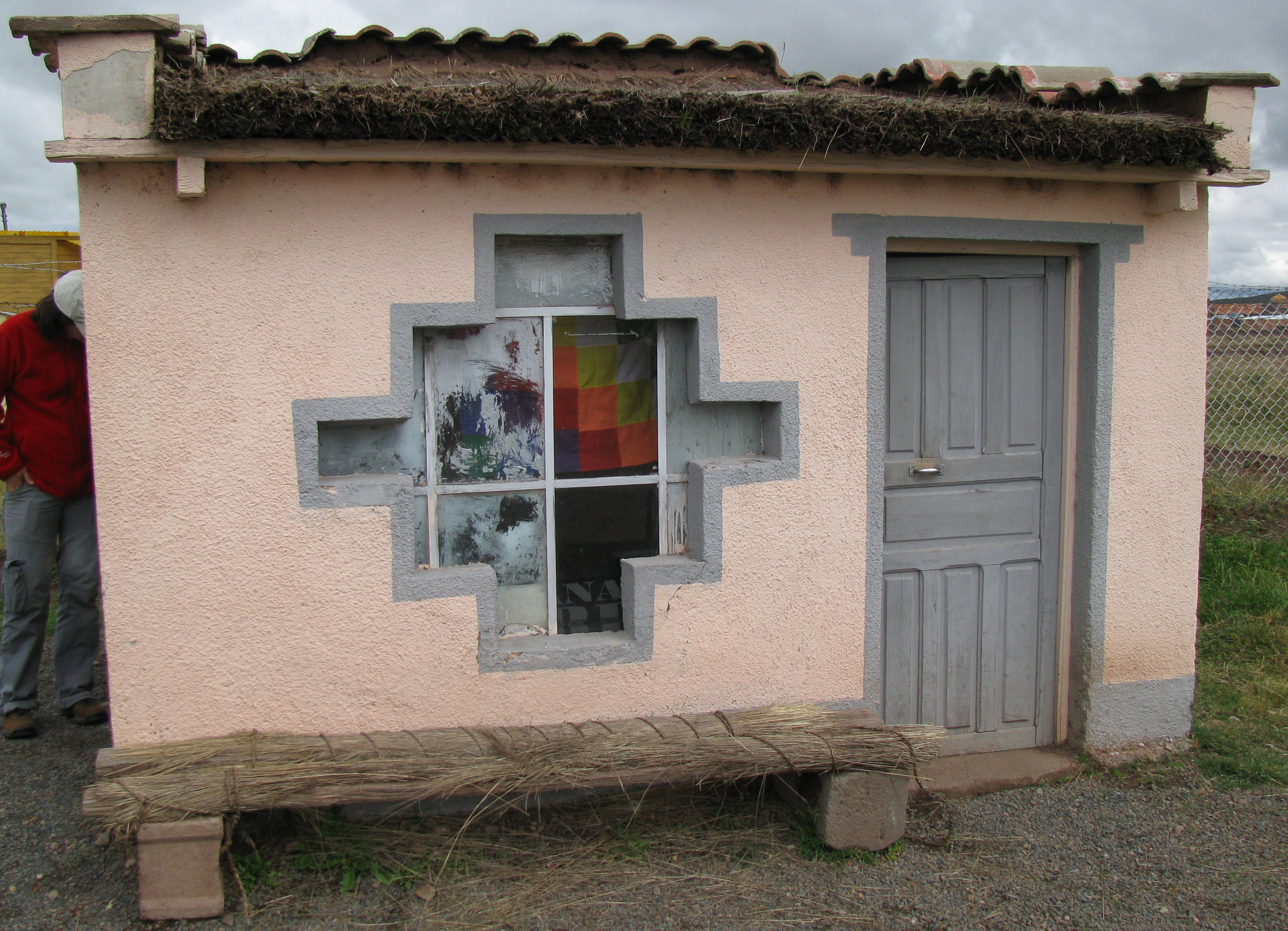
Окно в форме чаканы. Тиуанаку, Боливия

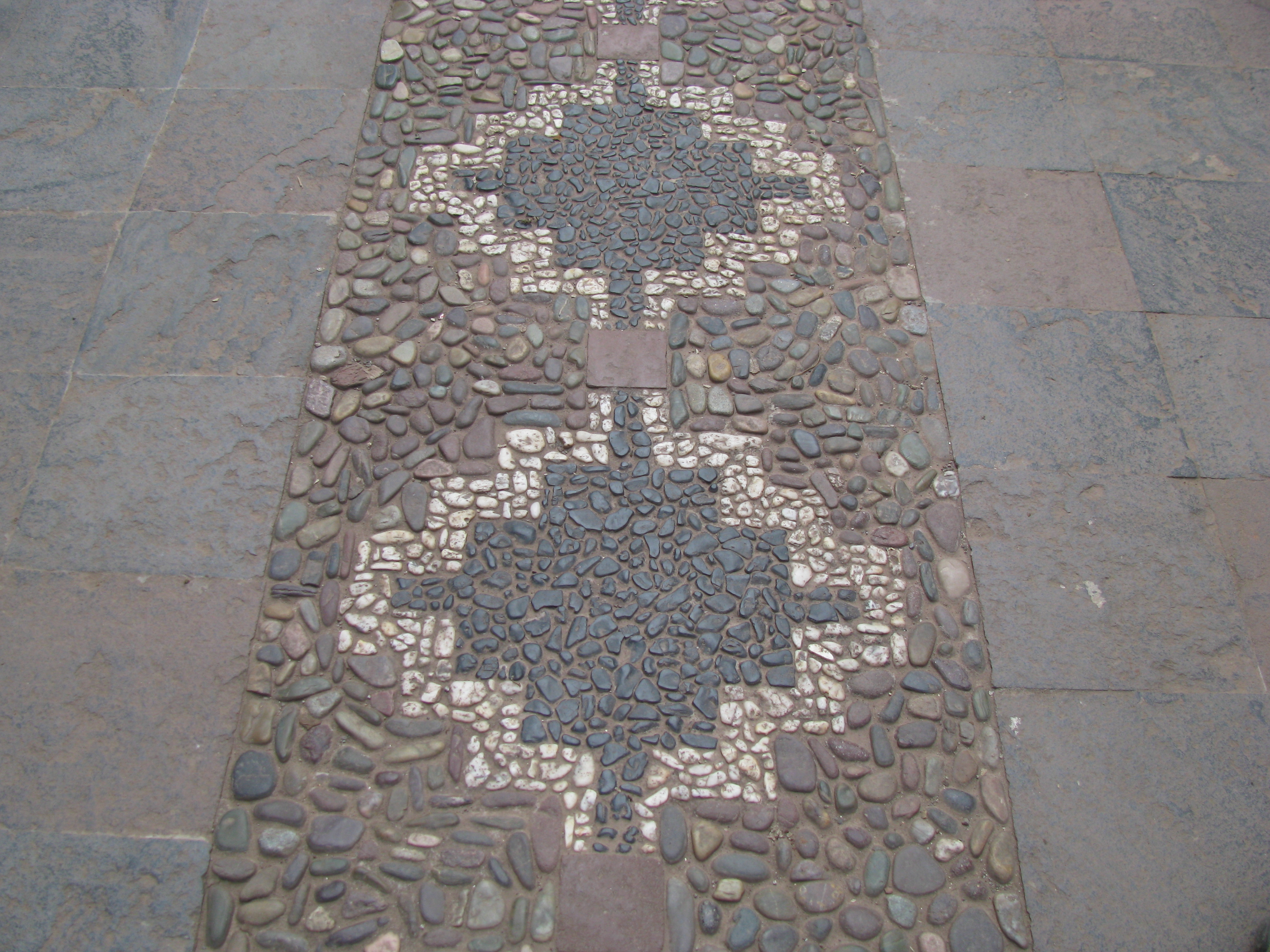
Андская чакана на мостовой у Храма Кориканча в Куско, Перу

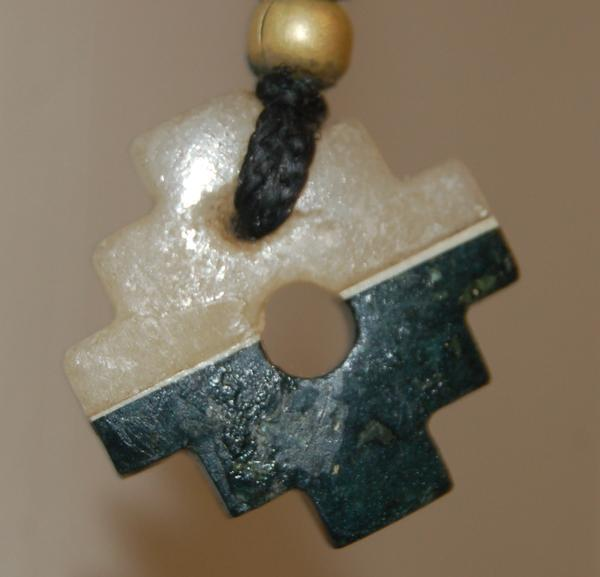
Кулон в форме чаканы.

В жизни современных инкских потомков чакана распространена повсеместно, фактическим являясь их символом. На фотографиях показаны бытовые примеры её использования. Об обилии различной сувенирной продукции упоминать даже нет смысла. Обратим внимание, что чакана на стене магазина (Ракчи, Перу) содержит головы змеи, пумы и кондора, соответствующие, как указывалось выше, символическому содержанию своих 4,5 и 6 ступеней.

## Андская чакана (андский крест)

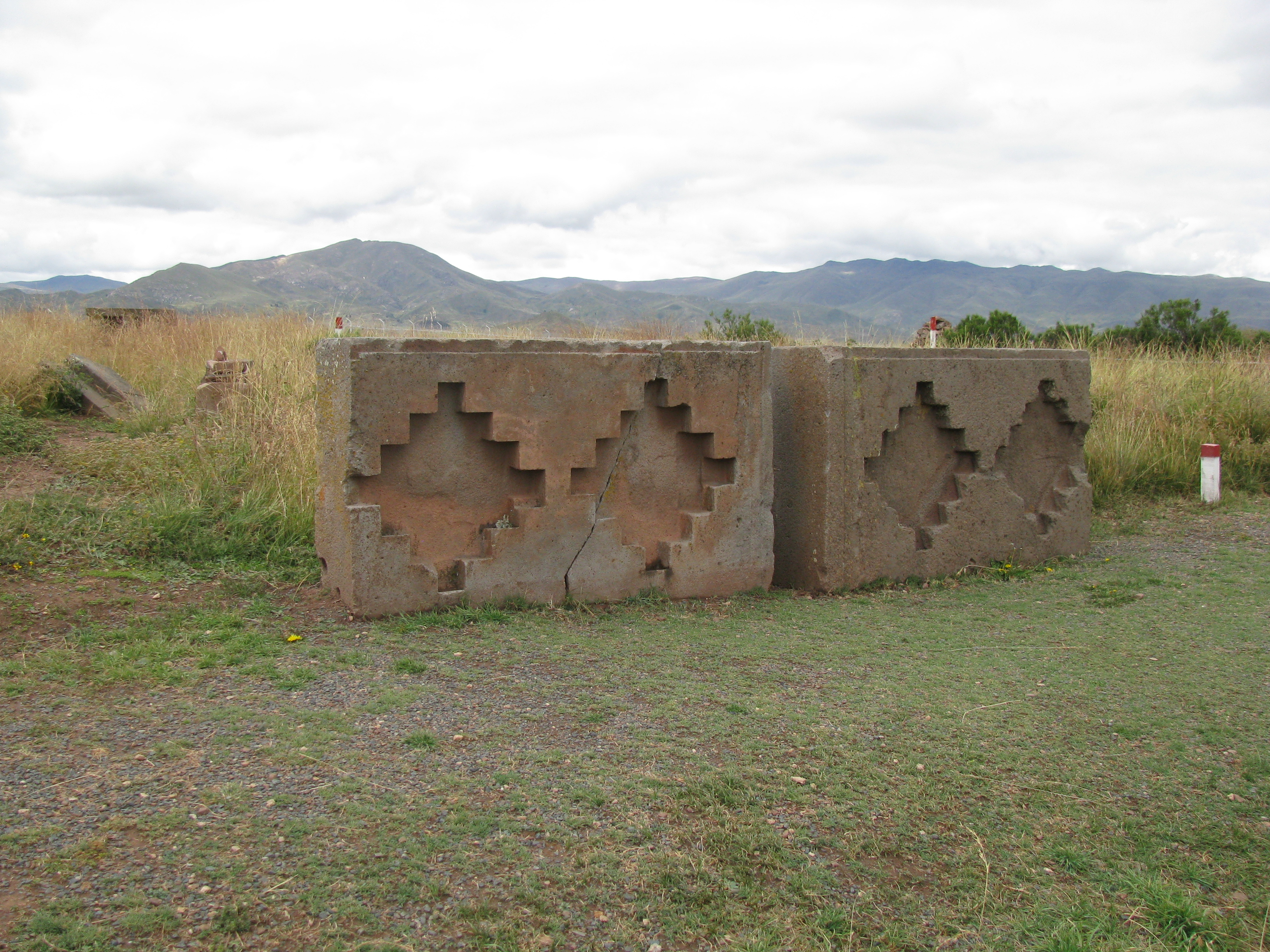
Андские чаканы на мегалитах Тиуанако, Боливия

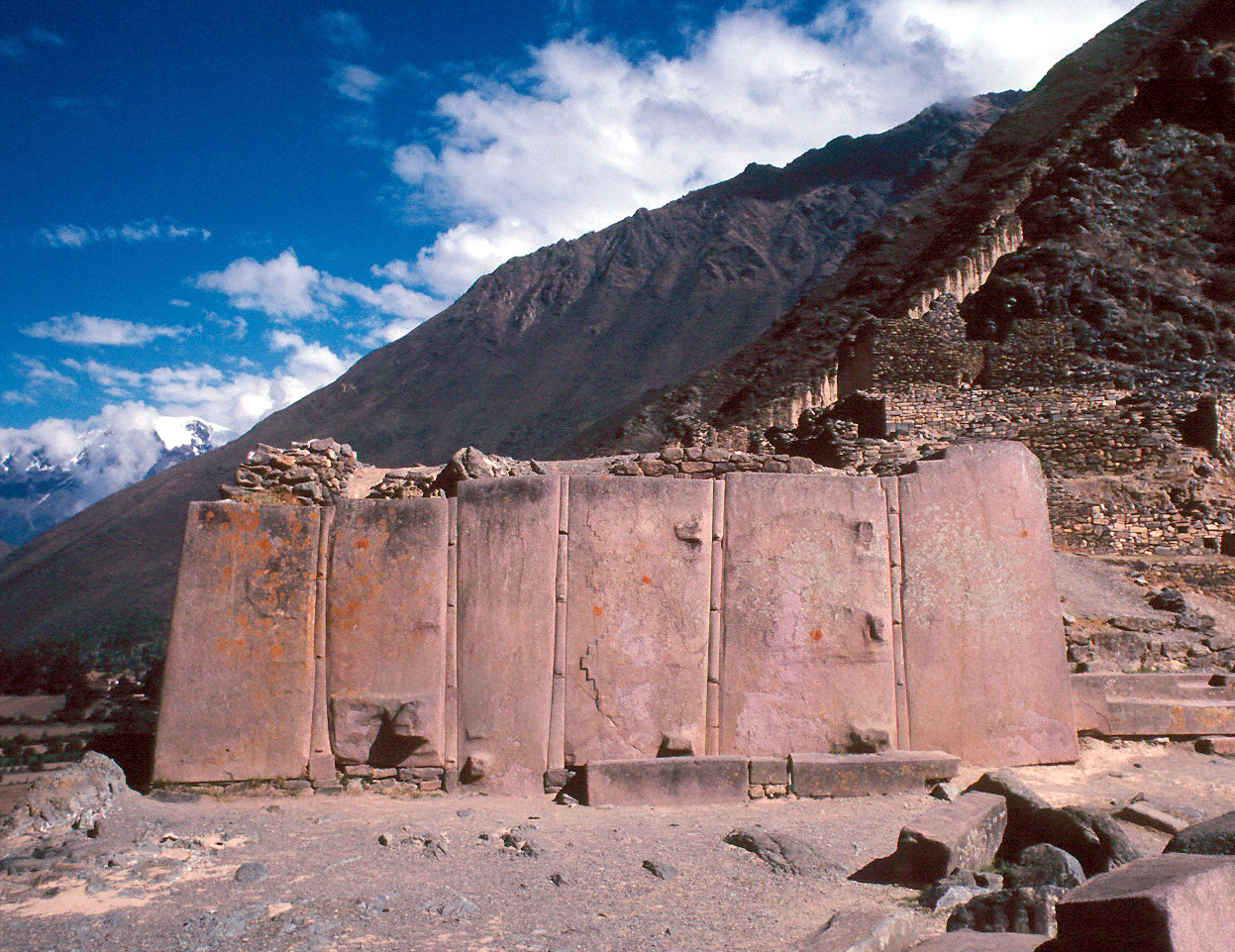
Андские чаканы, Стена шести мегалитов в Ольянтайтамбо, Перу

Андская чакана встречается сравнительно редко. Как упоминалось, отличается от инкской количеством ступеней. Чаще встречается четыре, как на мегалитах Тиуанако (Боливия). Они показаны слева.

Реже можно увидеть пять ступеней, как например в 40 километрах от Куско в Ольянтайтамбо (Перу). Здесь, в остатках основания здания, по традиции условно названного Храмом Солнца, они полустерты, но все ещё заметны на Стене шести мегалитов из розового порфира не уступающего по твердости граниту.

Имеется единичный пример семиступенчатой чаканы. Её нижняя половина, выполненная из глины и совсем уж слабо видная, находится на стене главного здания Храма творца мира Виракоча (Ракчи, Перу).
Толкования составляющих андского креста в настоящий момент не известны. Можно лишь догадываться, что они похожи на толкования элементов инкской чаканы.

## Фрагменты полной чаканы

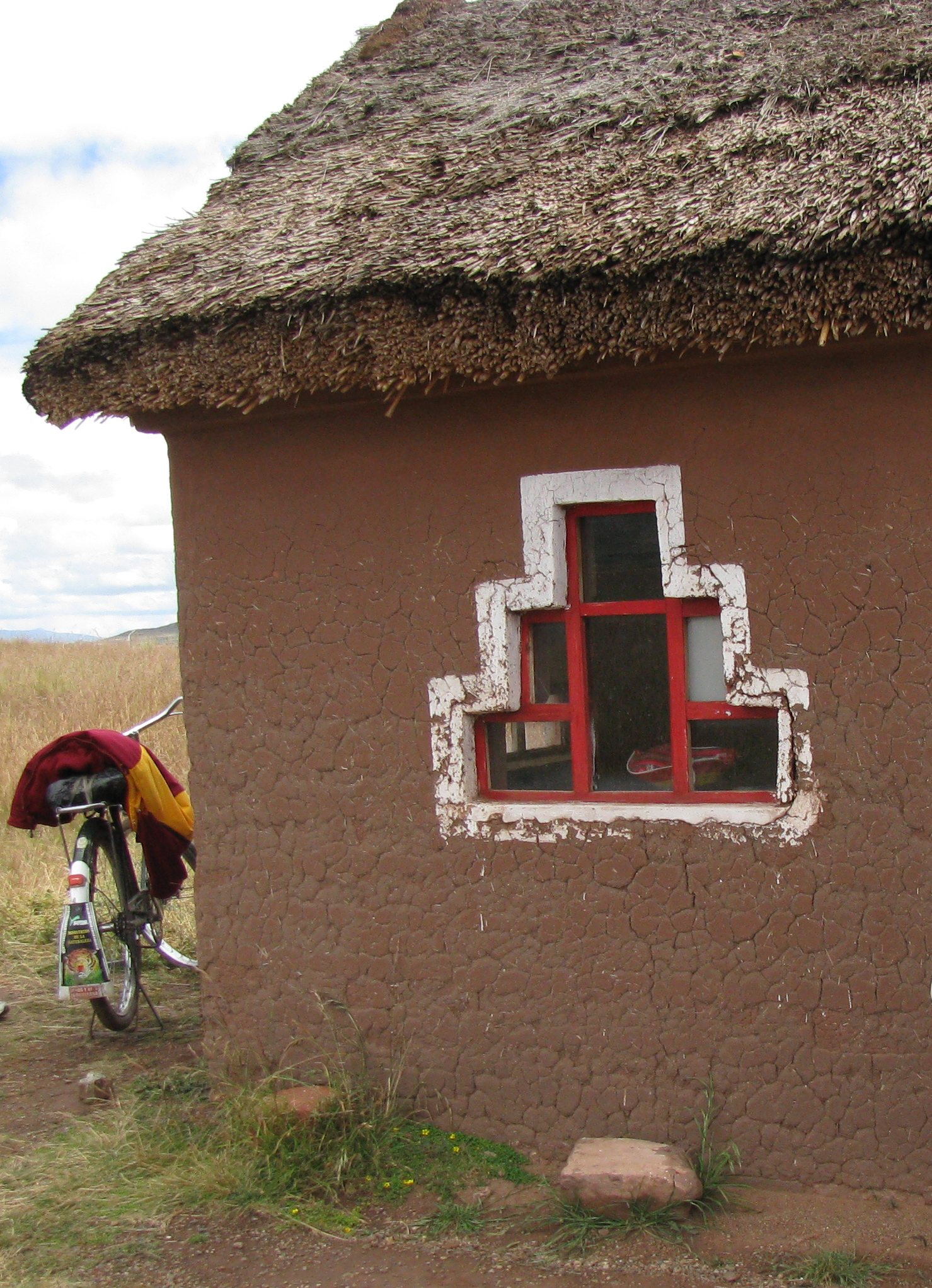
Окно в форме чаканы, Пума-Пунку (Puma Punku), Боливия

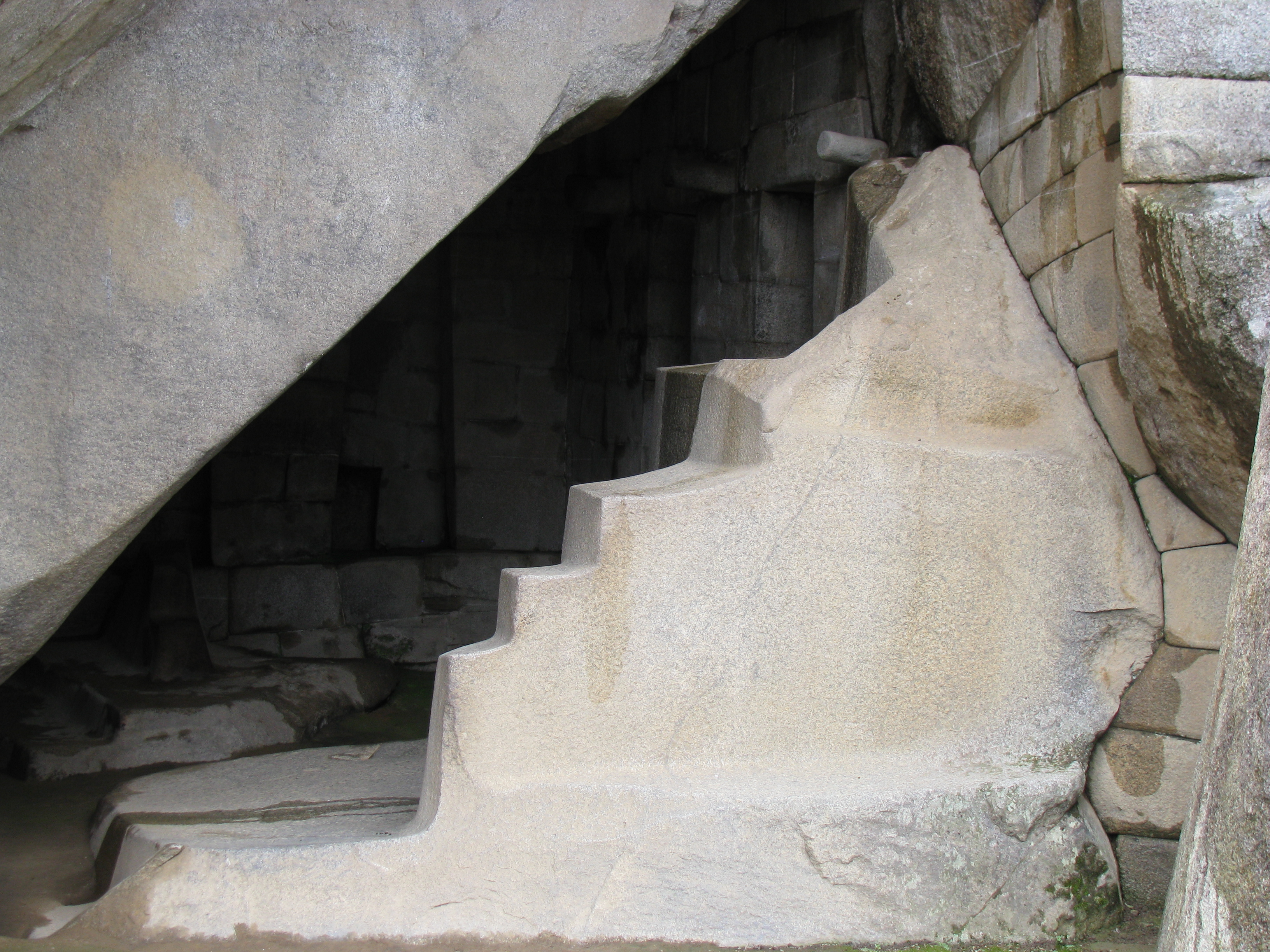
Андская чакана, Мачу Пикчу, Перу

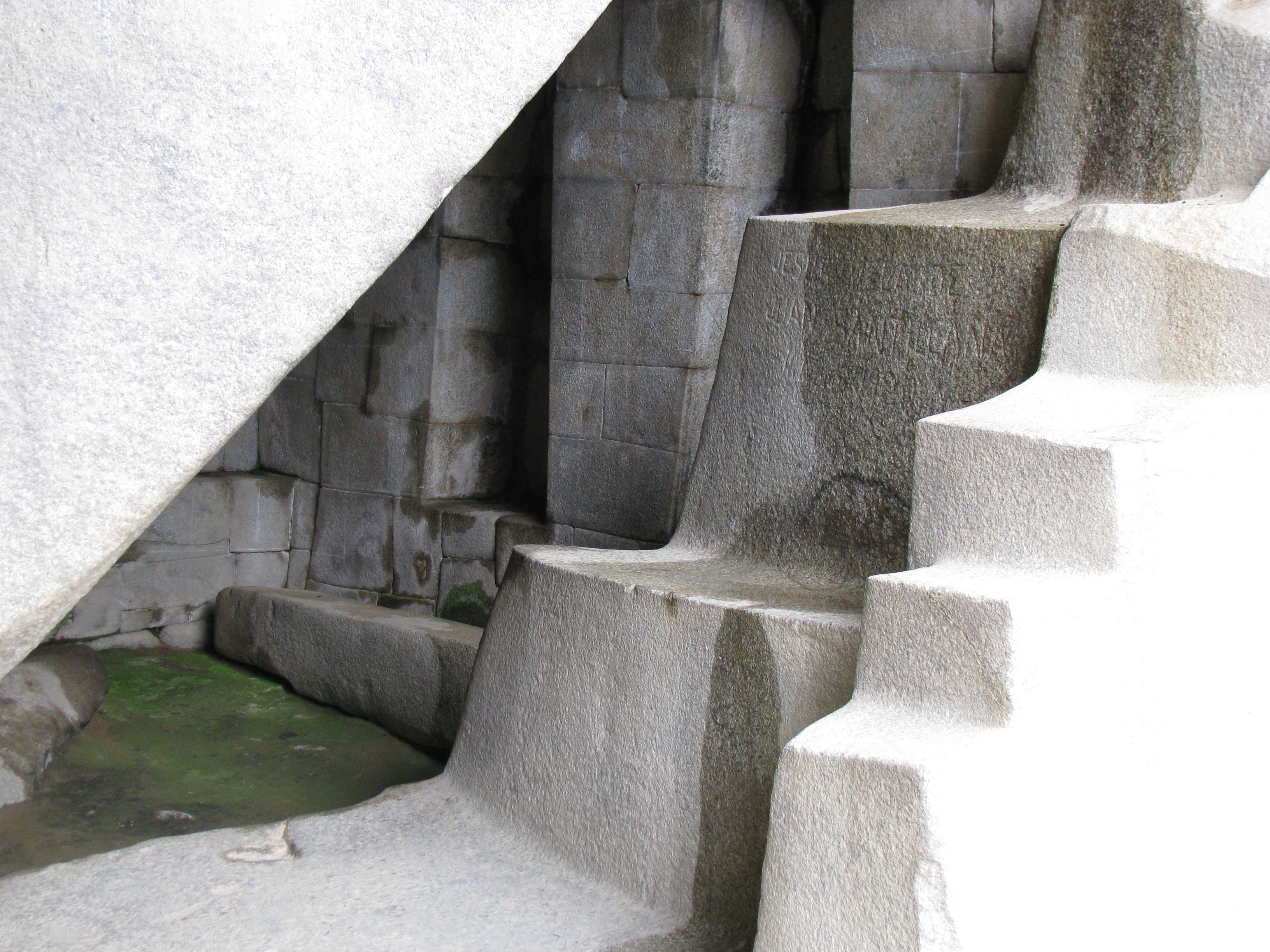
Двойная чакана — андская и инкская, Мачу Пикчу, Перу

Для поклонения было вполне обычным делом применение всего лишь одной или двух четвертей, которые, как отмечалось, все равно зовутся чаканой.
В качестве такого примера можно указать не только на приведенные в начале статьи символы Пачамамы.

В Мачу Пикчу, Перу, имеется уникальный в своем роде комплекс из двух чакан — андской на переднем плане и расположенной за ней инкской. Такое единство доказывает их близкородственные связи и одновременно, видимо, разное смысловое содержание. Фотографии даны выше этого текста.
Фрагменты чаканы имеют такое же распространение в быту, как и полные. Пример изображен на рисунке справа.